# Копылово (Нюксенский район)
Копыло́во — деревня в Нюксенском районе Вологодской области.
Входит в состав Востровского сельского поселения, с точки зрения административно-территориального деления — в Востровский сельсовет.
Расстояние по автодороге до районного центра Нюксеницы — 87 км, до центра муниципального образования Вострого — 18 км. Ближайшие населённые пункты — Борщовик, Стрелка, Пустынь.
По переписи 2002 года население — 277 человек (140 мужчин, 137 женщин). Преобладающая национальность — русские (98 %).